# Palatul Urania din Cluj-Napoca

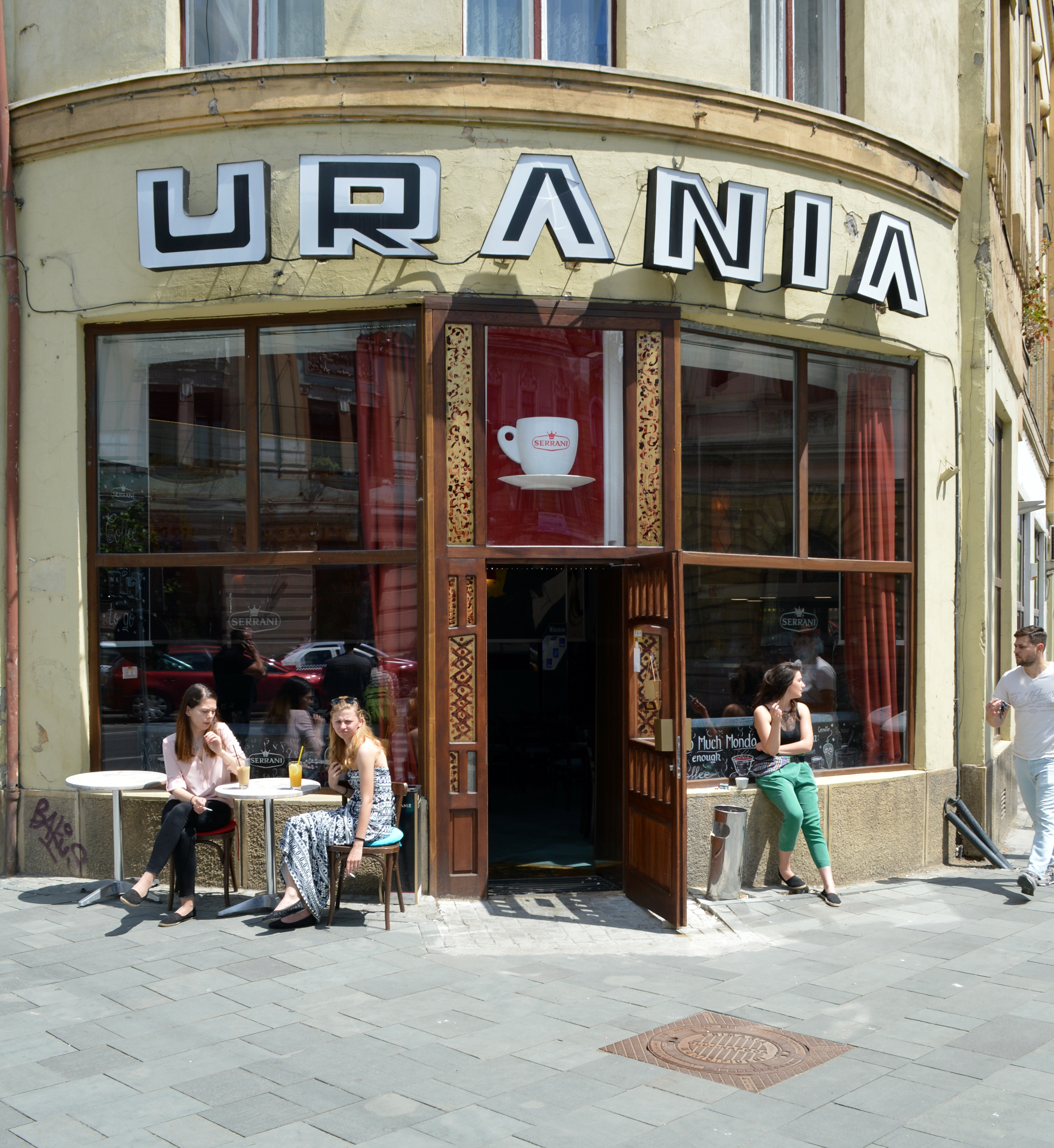
Cafeneaua de la parter

Palatul Urania din Cluj-Napoca (str. Horea nr. 4), construit la 1910 după planurile arhitectului Géza Kappeter, este una dintre clădirile reprezentative pentru receptarea secesiunii vieneze la Cluj-Napoca, avându-l ca prim proprietar pe Udvari András (clădirea va fi achiziționată în data de 10 decembrie 1910), producător de trăsuri și om pasionat de cinematografie. Clădirea este proiectul-soră al Uraniei din Viena.

## Istoric
În anul 1964 cinematograful din incinta clădirii a fost redenumit în 23 August, pe atunci ziua națională a României. După 1989 a primit numele de Favorit, de asemenea fără legătură cu Urania. În 2015 cinematograful a fost complet reamenajat, funcționând sub numele de Centru Cultural Urania Palace.